# اورن‌کایا (صندوق‌لی)
اورن‌کایا (به ترکی استانبولی: Örenkaya) یک منطقهٔ مسکونی در ترکیه است که در صندوق‌لی واقع شده‌است.